# Robin Schick
Robin Schick (* 1994 in Berlin) ist ein deutscher Schauspieler.

## Leben
Robin Schick wuchs in Berlin auf und absolvierte seine Schauspielausbildung in mehreren Workshops, zuletzt am Europäischen Theaterinstitut Berlin. Seit 2018 steht Schick als Schauspieler vor der Kamera. Er wirkte in mehreren Werbespots mit, wie beispielsweise für eBay oder Jägermeister.
Von November 2023 (Folge 4140) bis Dezember 2024 (Folge 4332) verkörperte er in der ARD-Telenovela Sturm der Liebe die Rolle des Philipp Brandes, einer der beiden männlichen Protagonisten der 20. Staffel.
Robin Schick lebt in Berlin. Neben seiner Muttersprache Deutsch spricht er auch Englisch, Französisch und Italienisch.

## Filmografie
- 2018: Team 13 – Freundschaft zählt (TV-Miniserie)
- 2020: Am See
- 2020: Verminderte Sicht
- 2020: Days
- 2021: Milan
- 2021: Blinding Beauty
- 2022: Der, der das Feuer brachte
- 2022: Three on a Match
- 2022: Der Wert der Worte
- 2023–2024: Sturm der Liebe (Fernsehserie)
- 2025: SOKO Potsdam: Unkraut (Fernsehserie)